# Calvin Hemery
Calvin Hemery (Les Lilas, 28 de enero de 1995) es un tenista profesional de Francia.

## Carrera
Su mejor ranking individual es el N.º 116 alcanzado el 30 de abril de 2018, mientras que en dobles logró la posición 252 el 24 de diciembre de 2018.
No ha logrado hasta el momento títulos de la categoría ATP si en la ATP Challenger Tour.

## Títulos Challenger
| Leyenda               | Individuales | Dobles |
| --------------------- | ------------ | ------ |
| ATP Challenger Series | 1            | 0      |

### Individual
| N.º | Fecha               | Torneo                | Superficie    | Oponentes   | Resultado |
| --- | ------------------- | --------------------- | ------------- | ----------- | --------- |
| 1.  | 30 de julio de 2017 | Challenger de Tampere | Tierra batida | Pedro Sousa | 6–3, 6–4  |